# Estación de El Tejar (Madrid)
El Tejar fue una estación de las líneas C-7 y C-8 de Cercanías Madrid ubicada en el término municipal de Las Rozas sin comunicación exterior alguna, sólo se podía llegar y salir de ella en tren, ya que se abrió al público en mayo de 1989 con el bypass del Pinar de las Rozas que permitía la conexión entre la variante norte de la Línea Imperial (Madrid-Irún) procedente de la estación de Chamartín y el tramo Las Rozas-Príncipe Pío de la misma, como estación de correspondencia entre dichas líneas antes de reabrir al servicio la conexión Atocha-Príncipe Pío por el Pasillo Verde Ferroviario. Cuando se abrió dicha conexión siguió sirviendo como tal aunque la demanda bajó al existir trenes que unían Príncipe Pío y Villalba (línea C-10).
Los horarios se concibieron coordinados entre ambas líneas pero durante sus últimos tiempos no existía tal coordinación reflejada en los horarios, si bien la espera rara vez superaba los 5 min. La correspondencia lógica era siempre del andén situado a mayor cota al situado a menor cota a través de pequeños tramos de escaleras.
Durante su última época de vida, solo paraban en ella los trenes con destino Ávila y Segovia pertenecientes a las líneas de regionales cadenciados y los trenes con destino Guadalajara procedentes de Ávila o Segovia. Ningún tren de la línea C-7 y de la C-8 con destino El Escorial o Cercedilla efectuaba parada en la estación, así como los regionales cadenciados con destino Santa María de la Alameda o Valladolid Campo Grande.
Su tarifa correspondía a la zona B2 según el Consorcio Regional de Transportes.
La estación deja de prestar servicio el 1 de agosto de 2010, aunque no es hasta el final de marzo de 2011 cuando desaparece de los planos tras la actualización de los mismos gracias a la apertura de la estación de Fuente de la Mora.
En 2021 el edificio de viajeros fue derruido, así como también se retiraron las marquesinas y los carteles.